# Carbonari della Fratta

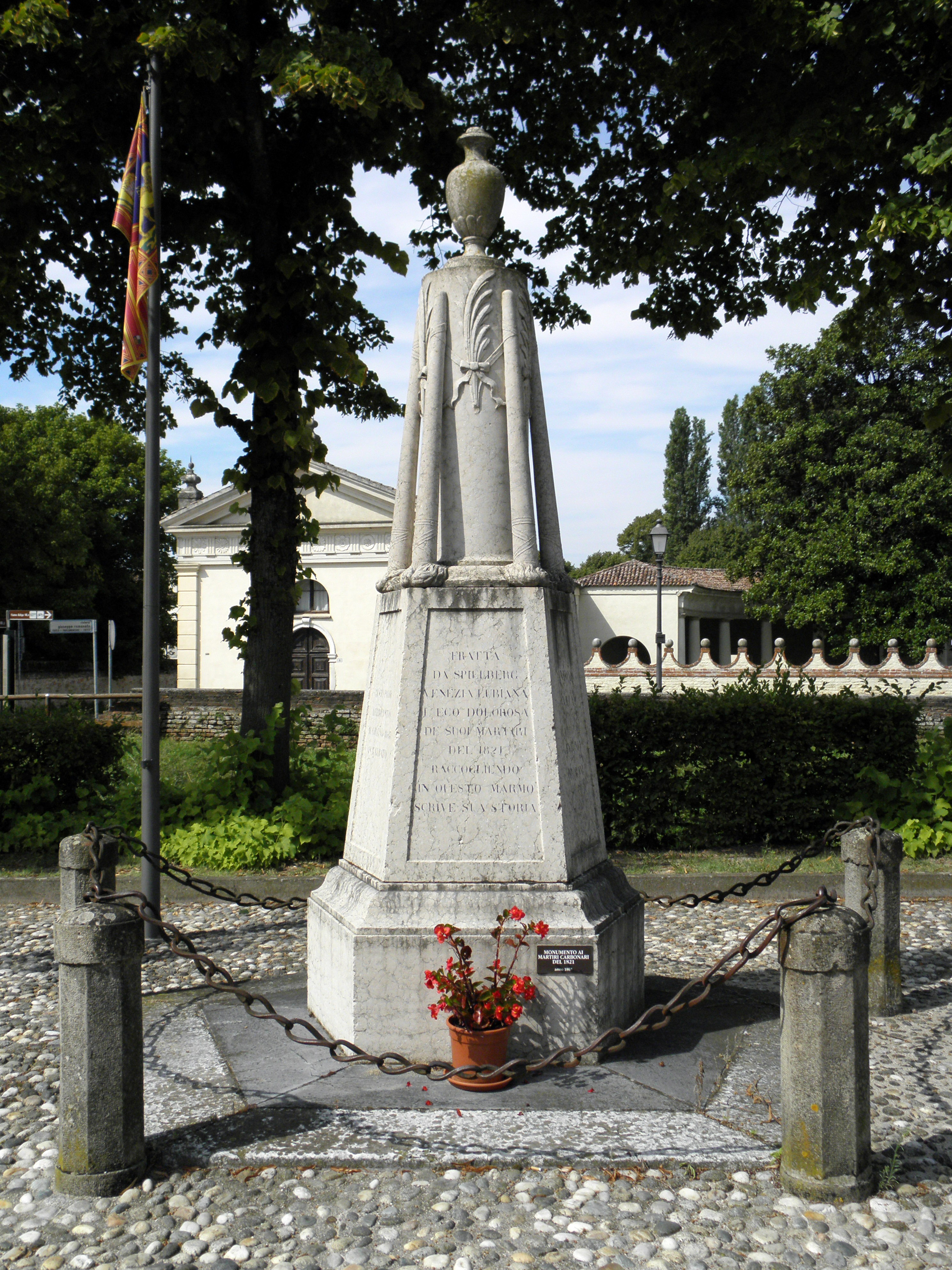
La Colonna dei Martiri, il monumento commemorativo dedicato ai Carbonari della Fratta sito nei pressi del ponte sullo Scortico, sul lato opposto a Villa Badoer, opera di Grazioso Spazzi (1867).

Con carbonari della Fratta si indica un'organizzazione clandestina riconducibile alla carboneria istituitasi a Fratta Polesine nei primi anni del XIX secolo allo scopo di combattere il controllo da parte delle istituzioni politiche e militari del neoistituito Regno Lombardo-Veneto.
A Fratta Polesine nel giorno di S.Martino (11 novembre 1818) si compì la prima repressione austriaca del Regno Lombardo-Veneto. L'11 novembre 1818 la popolazione di Fratta Polesine in cui all'interno si trovano anche movimenti carbonari, si rivolta contro l'occupazione austriaca in nome dell'Unita d'Italia. Durante la sera, nella Villa Grimani Molin, ora Avezzù Pignatelli, gli ospiti della contessa Cecilia Monti di Fratta: Antonio Fortunato Oroboni, Angelo Gambato, Antonio Francesco Villa, don Marco Fortini, Giovanni Monti, Antonio e Carlo Poli, Giacomo, Federico e Sebastiano Monti, Domenico e Antonio Davì, Vincenzo Zerbini, Domenico Grindati facenti parte del movimento carbonaro, vengono arrestati dai gendarmi. Verranno sottoposti a processo per alto tradimento e condannati al carcere duro dello Spielberg, don Marco Fortini verrà anche sconsacrato dal Patriarca di Venezia. Antonio Fortunato Oroboni verrà arrestato più tardi il 7 gennaio 1819 nella sua casa di Fratta Polesine. Dopo lunghe procedure giudiziarie nelle carceri di Venezia venne condannato a morte con altri 12 compagni carbonari il 23 dicembre 1821. Contestualmente la condanna fu commutata in quindici anni di detenzione nel carcere moravo dello Spielberg dove morì per aver contratto la tubercolosi. Compagno di prigionia di Silvio Pellico di cui era vicino di cella allo Spielberg, è da questi ricordato affettuosamente in Le mie prigioni per la sua profonda fede cattolica. Ancora oggi Fratta Polesine ricorda l'evento con rievocazioni storiche, convegni di studi storici e mostre. A ricordo del sacrificio dei Carbonari, nel 1867 venne eretto, primo nel Veneto liberato dagli Austriaci dopo la terza guerra di indipendenza, un monumento opera dello scultore veronese Grazioso Spazzi.